# Asperspina
Asperspina är ett släkte av snäckor som beskrevs av Rosa Rankin 1979. Asperspina ingår i familjen Asperspinidae.
Släktet innehåller bara arten Asperspina brambelli. Asperspina är enda släktet i familjen Asperspinidae.